# Tigers (Bilal Wahib)
Tigers is een nummer van de Nederlandse rapper en zanger Bilal Wahib. Het nummer werd uitgebracht door Top Notch op 19 juni 2020. Het nummer is geschreven door Bilal Wahib, Mirfan Zeqiri en Jesse van de Ketterij. Zeqiri en Ketterij hebben het nummer geproduceerd. Met het nummer scoorde Wahib zijn eerste nummer één hit.

## Hitnoteringen

### Nederlandse Top 40
| Hitnotering: 04-07-2020 t/m 12-09-2020 | Hitnotering: 04-07-2020 t/m 12-09-2020 | Hitnotering: 04-07-2020 t/m 12-09-2020 | Hitnotering: 04-07-2020 t/m 12-09-2020 | Hitnotering: 04-07-2020 t/m 12-09-2020 | Hitnotering: 04-07-2020 t/m 12-09-2020 | Hitnotering: 04-07-2020 t/m 12-09-2020 | Hitnotering: 04-07-2020 t/m 12-09-2020 | Hitnotering: 04-07-2020 t/m 12-09-2020 | Hitnotering: 04-07-2020 t/m 12-09-2020 | Hitnotering: 04-07-2020 t/m 12-09-2020 | Hitnotering: 04-07-2020 t/m 12-09-2020 | Hitnotering: 04-07-2020 t/m 12-09-2020 |
| Week:                                  | 1                                      | 2                                      | 3                                      | 4                                      | 5                                      | 6                                      | 7                                      | 8                                      | 9                                      | 10                                     | 11                                     |                                        |
| -------------------------------------- | -------------------------------------- | -------------------------------------- | -------------------------------------- | -------------------------------------- | -------------------------------------- | -------------------------------------- | -------------------------------------- | -------------------------------------- | -------------------------------------- | -------------------------------------- | -------------------------------------- | -------------------------------------- |
| Positie:                               | 26                                     | 7                                      | 3                                      | 3                                      | 4                                      | 5                                      | 8                                      | 11                                     | 21                                     | 30                                     | 34                                     | uit                                    |

### NederlandseSingle Top 100
| Hitnotering: 27-06-2020 t/m 26-12-2020 Hitnotering: 09-01-2021 t/m 16-01-2021 Hitnotering: 30-01-2021 & 13-03-2021 & 27-03-2021 t/m 03-04-2021 | Hitnotering: 27-06-2020 t/m 26-12-2020 Hitnotering: 09-01-2021 t/m 16-01-2021 Hitnotering: 30-01-2021 & 13-03-2021 & 27-03-2021 t/m 03-04-2021 | Hitnotering: 27-06-2020 t/m 26-12-2020 Hitnotering: 09-01-2021 t/m 16-01-2021 Hitnotering: 30-01-2021 & 13-03-2021 & 27-03-2021 t/m 03-04-2021 | Hitnotering: 27-06-2020 t/m 26-12-2020 Hitnotering: 09-01-2021 t/m 16-01-2021 Hitnotering: 30-01-2021 & 13-03-2021 & 27-03-2021 t/m 03-04-2021 | Hitnotering: 27-06-2020 t/m 26-12-2020 Hitnotering: 09-01-2021 t/m 16-01-2021 Hitnotering: 30-01-2021 & 13-03-2021 & 27-03-2021 t/m 03-04-2021 | Hitnotering: 27-06-2020 t/m 26-12-2020 Hitnotering: 09-01-2021 t/m 16-01-2021 Hitnotering: 30-01-2021 & 13-03-2021 & 27-03-2021 t/m 03-04-2021 | Hitnotering: 27-06-2020 t/m 26-12-2020 Hitnotering: 09-01-2021 t/m 16-01-2021 Hitnotering: 30-01-2021 & 13-03-2021 & 27-03-2021 t/m 03-04-2021 | Hitnotering: 27-06-2020 t/m 26-12-2020 Hitnotering: 09-01-2021 t/m 16-01-2021 Hitnotering: 30-01-2021 & 13-03-2021 & 27-03-2021 t/m 03-04-2021 | Hitnotering: 27-06-2020 t/m 26-12-2020 Hitnotering: 09-01-2021 t/m 16-01-2021 Hitnotering: 30-01-2021 & 13-03-2021 & 27-03-2021 t/m 03-04-2021 | Hitnotering: 27-06-2020 t/m 26-12-2020 Hitnotering: 09-01-2021 t/m 16-01-2021 Hitnotering: 30-01-2021 & 13-03-2021 & 27-03-2021 t/m 03-04-2021 | Hitnotering: 27-06-2020 t/m 26-12-2020 Hitnotering: 09-01-2021 t/m 16-01-2021 Hitnotering: 30-01-2021 & 13-03-2021 & 27-03-2021 t/m 03-04-2021 | Hitnotering: 27-06-2020 t/m 26-12-2020 Hitnotering: 09-01-2021 t/m 16-01-2021 Hitnotering: 30-01-2021 & 13-03-2021 & 27-03-2021 t/m 03-04-2021 | Hitnotering: 27-06-2020 t/m 26-12-2020 Hitnotering: 09-01-2021 t/m 16-01-2021 Hitnotering: 30-01-2021 & 13-03-2021 & 27-03-2021 t/m 03-04-2021 | Hitnotering: 27-06-2020 t/m 26-12-2020 Hitnotering: 09-01-2021 t/m 16-01-2021 Hitnotering: 30-01-2021 & 13-03-2021 & 27-03-2021 t/m 03-04-2021 | Hitnotering: 27-06-2020 t/m 26-12-2020 Hitnotering: 09-01-2021 t/m 16-01-2021 Hitnotering: 30-01-2021 & 13-03-2021 & 27-03-2021 t/m 03-04-2021 | Hitnotering: 27-06-2020 t/m 26-12-2020 Hitnotering: 09-01-2021 t/m 16-01-2021 Hitnotering: 30-01-2021 & 13-03-2021 & 27-03-2021 t/m 03-04-2021 | Hitnotering: 27-06-2020 t/m 26-12-2020 Hitnotering: 09-01-2021 t/m 16-01-2021 Hitnotering: 30-01-2021 & 13-03-2021 & 27-03-2021 t/m 03-04-2021 | Hitnotering: 27-06-2020 t/m 26-12-2020 Hitnotering: 09-01-2021 t/m 16-01-2021 Hitnotering: 30-01-2021 & 13-03-2021 & 27-03-2021 t/m 03-04-2021 | Hitnotering: 27-06-2020 t/m 26-12-2020 Hitnotering: 09-01-2021 t/m 16-01-2021 Hitnotering: 30-01-2021 & 13-03-2021 & 27-03-2021 t/m 03-04-2021 | Hitnotering: 27-06-2020 t/m 26-12-2020 Hitnotering: 09-01-2021 t/m 16-01-2021 Hitnotering: 30-01-2021 & 13-03-2021 & 27-03-2021 t/m 03-04-2021 | Hitnotering: 27-06-2020 t/m 26-12-2020 Hitnotering: 09-01-2021 t/m 16-01-2021 Hitnotering: 30-01-2021 & 13-03-2021 & 27-03-2021 t/m 03-04-2021 |
| Week: | 1 | 2 | 3 | 4 | 5 | 6 | 7 | 8 | 9 | 10 | 11 | 12 | 13 | 14 | 15 | 16 | 17 | 18 | 19 | 20 |
| --- | --- | --- | --- | --- | --- | --- | --- | --- | --- | --- | --- | --- | --- | --- | --- | --- | --- | --- | --- | --- |
| Positie: | 1 | 1 | 2 | 3 | 2 | 3 | 3 | 3 | 3 | 7 | 10 | 13 | 13 | 20 | 25 | 33 | 47 | 49 | 58 | 71 |
| Week: | 21 | 22 | 23 | 24 | 25 | 26 | 27 | | 28 | 29 | | 30 | | 31 | | 32 | 33 | | | |
| Positie: | 68 | 68 | 80 | 74 | 88 | 86 | 93 | uit | 84 | 91 | uit | 99 | uit | 99 | uit | 68 | 76 | uit | | |